# سیارک ۱۶۴۳۵
سیارک ۱۶۴۳۵ (به انگلیسی: 16435 Fandly، نامگذاری:1988VE7) شانزده هزار و چهارصد و سی و پنجمین سیارک کشف شده‌است که در ۷ نوامبر ۱۹۸۸ کشف شد.
قدر مطلق سیارک برابر ۲۲.۴ است.